# Zhongjianornis
Zhongjianornis es un género de ave con pico y del tamaño de una paloma del período Cretácico temprano de China. Se conoce por un fósil encontrado en Jianchang, provincia de Liaoning, en rocas de la formación Jiufotang, que representa la especie tipo Zhongjianornis yangi.
El espécimen holotipo está en la colección del Instituto de Paleontología y Paleoantropología de Vertebrados en Beijing, y la especie  Z. yangi  lleva el nombre del fundador delmismo, Yang Zhongjian. Este espécimen está catalogado con el número de acceso IVPP V15900. Consiste en un esqueleto completo, posiblemente tan solo falten algunas vértebras de la cola.

## Historia y clasificación
Z. yangi se creía inicialmente que era la especie de ave más primitiva (aunque no la más antigua) que carecía por completo de dientes, y una de las aves más basal conocida. Fue descrito por Zhou, Zhang y Li, en un artículo publicado en enero de 2010 (aunque el artículo había aparecido en Internet durante 2009). Describieron Zhongjianornis como más primitivo que Confuciusornis, y que era anterior a la división entre Euornithes y Enantiornithes. Los autores también informaron que Zhongjianornis compartía características con aves muy basales como Jeholornis, Sapeornis y Confuciusornis, incluyendo un cresta deltopectoral expandida, y sugieren que esta fue una arquitectura de vuelo temprana que fue reemplazada por un esternón agrandado y quillado en aves más avanzadas.
Sin embargo, un análisis posterior de la anatomía de Z. yangi arrojó dudas sobre esta interpretación como muy primitivo. Una investigación publicada en 2012 encontró que algunas de las características aparentemente primitivas se debían a la mala conservación del espécimen, y que Zhongjianornis es más similar en anatomía a los euornithes primitivos como Chaoyangia o Schizooura. Un análisis filogenético mostró que una posición muy primitiva en el árbol genealógico de las aves para Z. yangi es poco probable dada la evidencia actual.